# Elektromagnetische compatibiliteit
Elektromagnetische Compatibiliteit EMC of Elektromagnetische Verdraagzaamheid EMV is het vakgebied, dat elektromagnetische beïnvloeding in en tussen elektrische en elektronische componenten en systemen voorkomt en bestrijdt. Elektromagnetische compatibiliteit wordt meestal gedefinieerd als het vermogen van dergelijke componenten en systemen om in hun omgeving te functioneren, zonder daarbij door andere componenten en systemen, of anders door elektromagnetische straling te worden gestoord en hierbij zelf ook geen storingen in hun omgeving te veroorzaken.

## Elektromagnetische beïnvloeding
Elektromagnetische beïnvloeding bestaat uit twee delen, namelijk:

### Elektromagnetische interferentie of EMI
Interferentie ontstaat doordat iedere elektrische of elektronische component een elektromagnetisch veld creëert, al dan niet gewenst, of via de bekabeling uitzendt. Andere elektrische onderdelen hiervoor gevoelig zijn, waardoor die minder goed functioneren. Bijvoorbeeld een in bedrijf zijnde mobiele telefoon die dicht bij een luidspreker wordt gehouden, kan piepjes uit de luidspreker laten klinken.
Interferentie kan tussen apparaten van de installatie zelf voorkomen of tussen apparaten van de installatie en onderdelen in de omgeving.

### Elektromagnetische susceptibiliteit of EMS
Dit deel houdt zich bezig met de vraag hoe apparatuur ongevoelig, immuun voor elektromagnetische velden kan worden gemaakt.

## Mogelijke elektromagnetische storingsmechanismen
Bij elektromagnetische beïnvloeding van een object door een storingsbron zijn altijd de volgende fysische eigenschappen betrokken, zij het in verschillende mate of frequentie: elektrische geleiding, inductie, capaciteit en elektromagnetische straling.
- Geleiding speelt een rol indien de storing hoofdzakelijk plaatsvindt via een elektrische geleider van bron naar ontvanger.
- Magnetische inductie vindt plaats indien de bron een wisselend storend veld opwekt van zodanige frequentie dat bij de ontvanger een niet-verwaarloosbaar effect wordt teweeggebracht. Hoewel het effect afhangt van grootte van de veldverandering kan globaal worden gesteld dat deze werking vooral op kleine afstand geschiedt.
- Capacitieve storing treedt op indien de storing via elektrische velden tussen bron en ontvanger wordt overgedragen en ook hierbij kan worden gesteld dat deze werking vooral op kleine afstand geschiedt.
- Storing door radiostraling kan op grotere afstand optreden doordat een elektrisch effect bij de ontvanger wordt teweeggebracht door hoger frequente radiogolven.

## Maatregelen om elektromagnetische storing te verminderen
Storende elektromagnetische effecten kunnen worden gereduceerd door het binnendringen van het storende signaal in gevoelige circuits te verminderen door ervoor te zorgen dat storende stromen niet in signaalvoerende geleiders of –bedrading gaan lopen.
Laagfrequente magnetische storing kan het best worden afgeschermd met magnetisch plaatmateriaal, zoals van ijzer, omdat de magnetische eigenschap het afschermeffect sterk verbetert. Hoogfrequente wisselende velden kunnen ook worden afgeschermd met niet-magnetisch materiaal, zoals koper. De afschermende werking wordt veroorzaakt doordat het uitwendige storingsignaal in de afschermingplaat spiegelstromen opwekt die het inkomende storingsveld verzwakken. Hierbij is het verband tussen materiaaldikte en storingfrequentie van belang. Voor het afschermen van 50 Hz netfrequentie zou bijvoorbeeld een onpraktische koperdikte van enkele cm nodig zijn.
Indien losse apparatuur op afstand van elkaar staat opgesteld, maar onderling door bedrading is verbonden, kan een stoorsignaal worden onderdrukt door in het gemeenschappelijke aardcircuit een onderbreking aan te brengen. De bekende en hinderlijke brom bij audioapparatuur is op deze manier te verhelpen. In een woonhuis bevindt zich dan mogelijk een 'lus' in de aarding, bijvoorbeeld via randgeaarde apparatuur en de afscherming van de tv-kabel, die ergens zou moeten worden onderbroken. De in de zogenaamde aardlus geïnduceerde spanning is dan nog wel aanwezig, en wel op het punt waar de lus dan onderbroken is.
Bij grote installaties, waarbij grote elektrische vermogens snel worden aan- en uitgeschakeld is een zorgvuldige opzet van een systeem van geleidende kabelgoten een noodzaak. Indien de storingsbronnen een aanmerkelijke grootte hebben dienen de kabelgoten zelfs van een aaneengesloten koperplaat te worden voorzien om storende effecten af te vangen. In extreme gevallen, bijvoorbeeld bij hoogpanningstests die met grote en snelle stroomveranderingen gepaard gaan, en bijvoorbeeld bij militaire installaties die EMP-proof moeten zijn, is een rigoureuze aanpak nodig. De best mogelijke afscherming wordt dan gerealiseerd door apparatuur onder te brengen in geheel afgeschermde metalen kasten of ruimten, dus volgens het principe van de kooi van Faraday af te schermen, waarbij bedrading tussen die ruimten wordt aangelegd in koperbuis van zodanige wanddikte dat storende stromen gemakkelijk kunnen wegvloeien. In deze laatstgenoemde gevallen dienen de geleidende aardplaten en -buizen en de metalen ruimte-afscherming overal grondig aan elkaar verbonden te worden, bij voorkeur door ze te solderen. Signaaloverdracht door glasvezel is in dit soort gevallen een alternatief omdat dan galvanisch contact tussen de op afstand gelegen apparatuur ontbreekt.
EMC en galvanische scheiding verschillen erin dat in het geval van EMC door elektromagnetische straling overgedragen storing wordt vermeden en bij  galvanische scheiding wordt vermeden dat onderdelen elektrisch contact met elkaar maken.

## Richtlijn
Het nemen van EMC-maatregelen om beïnvloeding van de installatie te voorkomen is niet voldoende. Daarnaast moet aan EMC-eisen voldaan worden om aan de wettelijke bepalingen te voldoen. Deze zijn in de EMC-richtlijn vastgelegd, een Europese richtlijn, die in Nederland in de telecommunicatiewet is ondergebracht. De meeste elektrische en elektronische producten, dus ook een installatie, moeten aan de eisen van deze richtlijn voldoen. Vaak worden normen gehanteerd om te bepalen of een apparaat aan de wetgeving voldoet. Echter het voldoen aan een norm impliceert niet dat het apparaat voldoet aan de wetgeving.
De op dit moment geldende richtlijn is de 2014/30/EU, die op 20 april 2016 van kracht werd. Deze vervangt de richtlijn 2004/108/EC, die op zijn beurt voorafgegaan werd door richtlijn 89/336/EEG, die vanaf 1 januari 1992 geldig was. Indien mogelijk, mag de fabrikant ook een verklaring afgeven, zo lang kan worden aangetoond dat het product aan de richtlijn voldoet. Er zijn normen beschikbaar voor elk type product, welke kunnen worden gebruikt om te toetsen of een product aan de richtlijn voldoet.

## Websites
- Europees Parlement. Richtlijn 2014/30/EU van het Europees Parlement en de Raad. 26 februari 2014.
- Europees Parlement. Richtlijn 2013/35/EU van het Europees Parlement en de Raad, 26 juni 2013.
- Voor België. De Raad. Richtlijn van de Raad, 1989.  gearchiveerd, oude richtlijn[1]
- Welkom bij de Nederlandse EMC-ESD Vereniging
- Nieuwe normen CE-markering.